# Global Slavery Index

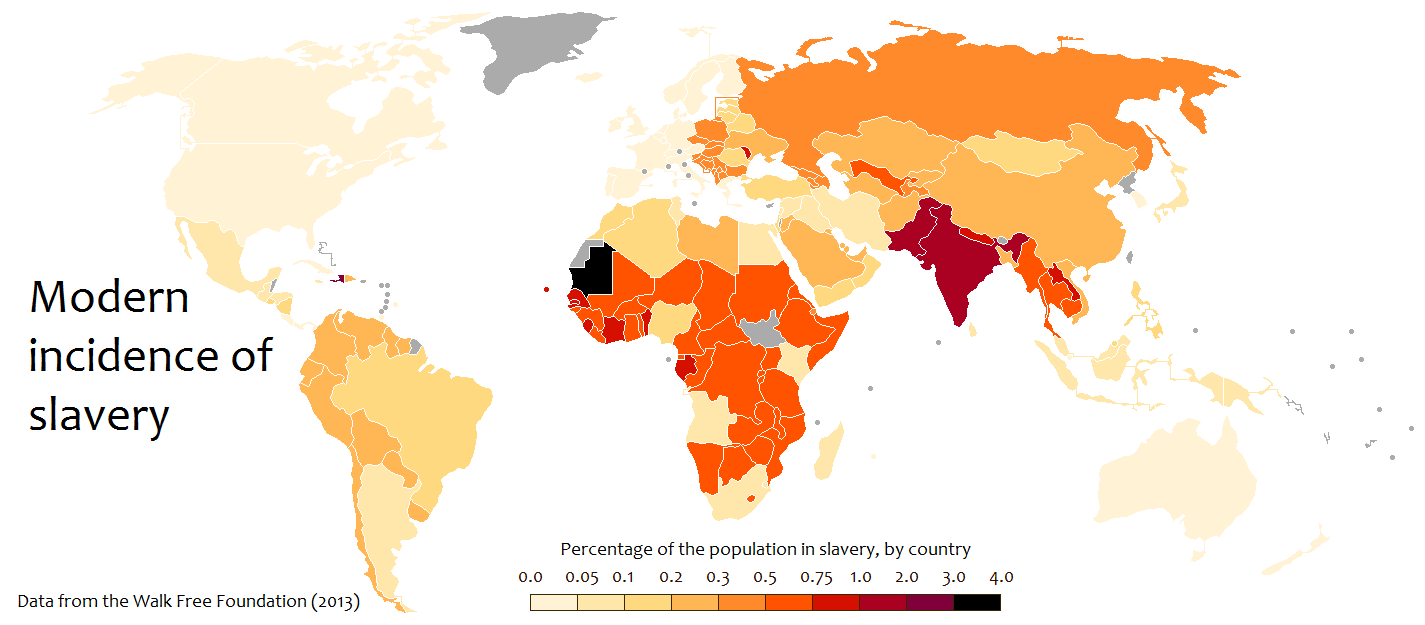
Global Slavery Index pour chaque pays du monde en 2013

Le Global Slavery Index est un index édité pour la première fois en 2013 par la Walk Free Foundation (en) et qui établit la liste des pays au taux d'esclavage moderne les plus forts et les plus faibles à travers un classement.
L'édition 2014 de l'étude place la Mauritanie en tête de ce classement avec un taux d'esclaves dans sa population de 4 %. En second l'Ouzbékistan affiche un taux de près de 4 %. Haïti arrive en troisième avec un taux de 2,30 % et le Qatar quatrième avec un taux de 1,35 %.
D'autres pays suivent avec des taux autour de 1,14 %.